# سينكرونيسيتي
سينكرونيسيتي (بالإنجليزية: Sinchronicity) هو مسلسل درامي من ستة أجزاء بث على بي بي سي ثري في المملكة المتحدة فترة 16 يوليو - 20 أغسطس من العام 2006. صورَّ المسلسل في مانشستر ويركز على ثلاثية حب بين نايثن (بول شكر) وفاي (جميما روبر) وجيس (دانيال بيرسيفال).

## العروض الدولية
بيع المسلسل لتلفزيون نيوزيلندا وتم عرضه على الشاشة في 31 أكتوبر 2008. إلى ذلك عرض أيضًا على تلفزيون خاص في أستراليا. وقام التلفزيون السويدي بعرضه في 22 أكتوبر 2010.

## الممثلين
- نايثن (بول شكر)

بطل المسلسل، صحفي بمجلة إثارة، تديرها «بيجي». هو أعز صديق لجيس، وعلى علاقة حب سرية مع «فاي» الصديقة الحميمة لصديقه «جيس».
- فاي (جميما روبر)

تواعد جيس، ولكنها تكن مشاعر سرية لصديقه المفضل نايثن.
- جيس (دانيال بيرسيفال)

مدير حسابات الشركة، يجهل العلاقة السريّة ما بين نايثن وفاي، ولكنه يأوي أسرارًا تتعلق بنفسه، حيث يحاول التوصل لتفهم مع ازدواجية الميول الجنسية لديه.
- ماني (نافين شودري)

ماني دكتور، يتعرف إلى جيس خلال فرصة لقاء جنسي تجعله متعلقًا به.
- باس (مارك سميث)

هو الصديق الحميم لشازني، وحارس النادي.
- بيغي سيمونز (كميل كودوري)

هي محررة إباحية وتدير المجلة التي يعمل بها نايثن.

## روابط خارجية
- بيان صحفي للبي بي سي
- سينكرونيسيتي على موقع IMDb (الإنجليزية)
- سينكرونيسيتي على موقع ميتاكريتيك (الإنجليزية)
- سينكرونيسيتي على موقع كينوبويسك (الروسية)
- سينكرونيسيتي على موقع ألو سيني (الفرنسية)
- سينكرونيسيتي على موقع قاعدة بيانات الفيلم (الإنجليزية)